# Wigand Orth

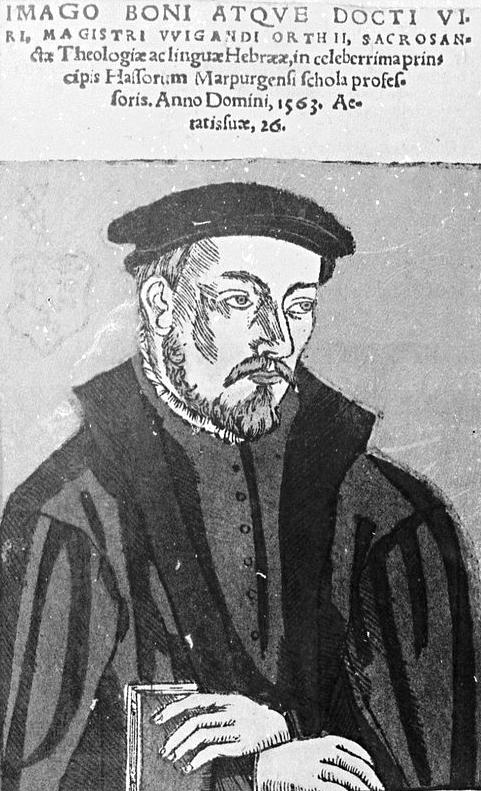
Wigand Orth 1564

Wigand Orth (* 1537 in Wetter (Hessen); † 28. April 1566 in Goßfelden) war ein deutscher evangelischer Theologe und Philologe.

## Leben
Wigand Orth stammte aus einer alten hessischen Patrizierfamilie und studierte ab 1552 an der Universität Marburg alte Sprachen und Theologie. Nach einem kurzen Aufenthalt in seiner Heimatstadt, wo er sich unter der Leitung des späteren Marburger Pädagogiarchen Justus Vultejus mit Ethik und Physik beschäftigte, ging er nach Straßburg, um dort unter Girolamo Zanchi und Peter Martyr Vermigli seine theologischen Studien fortzusetzen. 1558 erhielt er die philosophische Magisterwürde und 1559 wurde er Hauslehrer von Christoph, dem Enkel von Landgraf Philipp I. (Hessen). 1560 erhielt er die Professur für hebräische Sprache an der Universität Marburg. 1564 wurde er Ephorus für die Hessische Stipendiatenanstalt und erlangte die Promotion zum Doktor der Theologie an der Universität Marburg. 
Wigand Orth starb am 28. April 1566 im Alter von 29 Jahren an der Pest im Haus seines Vaters.